# Rio Big (Tasmânia)
O rio Big é um rio do distrito de Tasmânia, na Ilha do Sul (Nova Zelândia).